# Maria van Frankrijk (1145-1198)
Maria van Frankrijk (ca. 1145 - Fontaines-les-Nones (bij Meaux), 11 maart 1198) was gravin van de Champagne.
Zij was de oudste dochter van Lodewijk VII van Frankrijk en van diens eerste echtgenote Eleonora van Aquitanië. Maria trouwde in 1164 met Hendrik I van Champagne. Zijn rijkdom stelde haar in staat om in navolging van haar moeder een schitterende hofhouding te voeren en tal van schrijvers en wetenschappers te begunstigen, onder andere:
- Chrétien de Troyes, die zijn werk 'Lancelot of De ridder met de kar' aan haar opdroeg
- Gace Brulé, ridder-troubadour
- Wouter van Arras, schrijver
- Guiot de Provins, schrijver
- Hugo III van Oisy, ridder-dichter
- Godfried van Villehardouin
- Andreas Capellanus
- Walter Map
- Cono van Béthune

Maria was regentes tijdens de reis van Hendrik naar Jeruzalem (1179/1180) en regentes na zijn overlijden. Ze verloofde zich in 1183 met Filips van de Elzas, graaf van Vlaanderen, maar die verloving werd korte tijd later verbroken. In 1187 nam haar zoon Hendrik het bestuur over maar in 1190 trok hij naar het Heilige Land en werd Maria opnieuw regentes, tot haar zoon Theobald III van Champagne in 1197 meerderjarig werd. Daarna trok Maria zich terug in het klooster van Fontaines-les-Nones waar ze een jaar later overleed. Ze werd begraven in de kathedraal van Meaux.
Maria en Hendrik kregen de volgende kinderen:
- Hendrik, koning van Jeruzalem
- Maria, gehuwd met graaf Boudewijn IX van Vlaanderen, keizer van het Latijnse Keizerrijk
- Scholastica (ovl. 1229), gehuwd met graaf Willem IV van Mâcon
- Theobald III van Champagne, opvolger van zijn broer als graaf van de Champagne

## Voorouders
| Voorouders van Maria van Frankrijk (1145-1198) | Voorouders van Maria van Frankrijk (1145-1198)                                  | Voorouders van Maria van Frankrijk (1145-1198)                                  | Voorouders van Maria van Frankrijk (1145-1198)                                  | Voorouders van Maria van Frankrijk (1145-1198)                                  | Voorouders van Maria van Frankrijk (1145-1198)                              | Voorouders van Maria van Frankrijk (1145-1198)                              | Voorouders van Maria van Frankrijk (1145-1198)                              | Voorouders van Maria van Frankrijk (1145-1198)                              |
| ---------------------------------------------- | ------------------------------------------------------------------------------- | ------------------------------------------------------------------------------- | ------------------------------------------------------------------------------- | ------------------------------------------------------------------------------- | --------------------------------------------------------------------------- | --------------------------------------------------------------------------- | --------------------------------------------------------------------------- | --------------------------------------------------------------------------- |
| Overgrootouders                                | Filips I van Frankrijk (1052-1108) ∞ Bertha van Holland (1058-1094)             | Filips I van Frankrijk (1052-1108) ∞ Bertha van Holland (1058-1094)             | Humbert II van Savoye (1072-1103) ∞ Gisela van Bourgondië (1075-1133)           | Humbert II van Savoye (1072-1103) ∞ Gisela van Bourgondië (1075-1133)           | Willem IX van Aquitanië (1071-1126) ∞ Filippa van Toulouse (1073-1117)      | Willem IX van Aquitanië (1071-1126) ∞ Filippa van Toulouse (1073-1117)      | Aimery I van Châtellerault (-) ∞ Amalberga (-)                              | Aimery I van Châtellerault (-) ∞ Amalberga (-)                              |
| Grootouders                                    | Lodewijk VI van Frankrijk (1081-1137) ∞ 1115 Adelheid van Maurienne (1092-1154) | Lodewijk VI van Frankrijk (1081-1137) ∞ 1115 Adelheid van Maurienne (1092-1154) | Lodewijk VI van Frankrijk (1081-1137) ∞ 1115 Adelheid van Maurienne (1092-1154) | Lodewijk VI van Frankrijk (1081-1137) ∞ 1115 Adelheid van Maurienne (1092-1154) | Willem X van Aquitanië (1099-1137) ∞ Aenor van Chatellerault                | Willem X van Aquitanië (1099-1137) ∞ Aenor van Chatellerault                | Willem X van Aquitanië (1099-1137) ∞ Aenor van Chatellerault                | Willem X van Aquitanië (1099-1137) ∞ Aenor van Chatellerault                |
| Ouders                                         | Lodewijk VII van Frankrijk (1120-1180) ∞ Eleonora van Aquitanië (1122-1204)     | Lodewijk VII van Frankrijk (1120-1180) ∞ Eleonora van Aquitanië (1122-1204)     | Lodewijk VII van Frankrijk (1120-1180) ∞ Eleonora van Aquitanië (1122-1204)     | Lodewijk VII van Frankrijk (1120-1180) ∞ Eleonora van Aquitanië (1122-1204)     | Lodewijk VII van Frankrijk (1120-1180) ∞ Eleonora van Aquitanië (1122-1204) | Lodewijk VII van Frankrijk (1120-1180) ∞ Eleonora van Aquitanië (1122-1204) | Lodewijk VII van Frankrijk (1120-1180) ∞ Eleonora van Aquitanië (1122-1204) | Lodewijk VII van Frankrijk (1120-1180) ∞ Eleonora van Aquitanië (1122-1204) |